# Discografie van Randy Newman

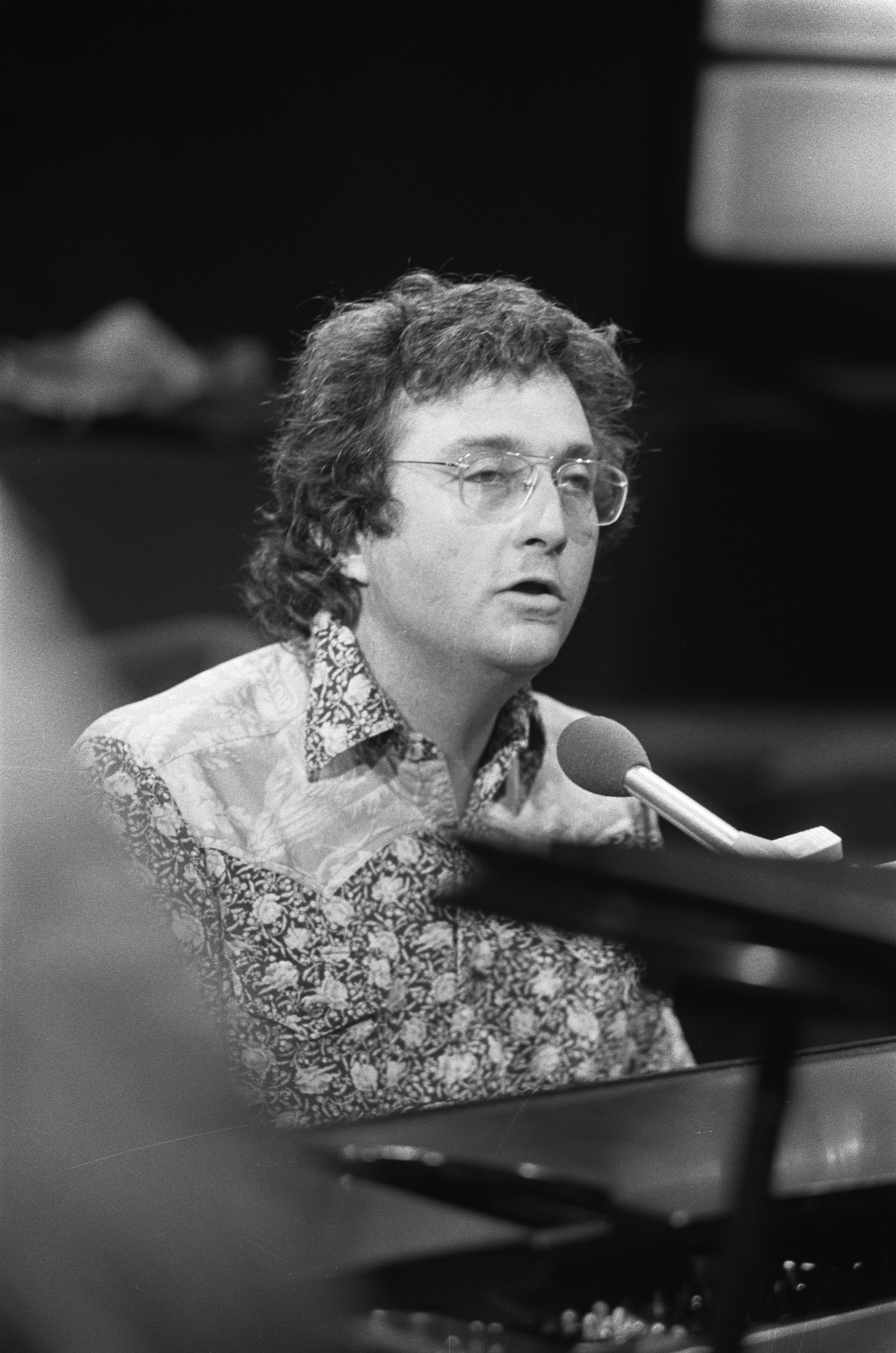
Randy Newman in Nederland (1975)

De discografie van Randy Newman omvat elf studioalbums, drieëntwintig soundtracks, drie verzamelalbums en een livealbum. Zijn gelijknamige debuutalbum werd in 1968 uitgegeven en het meest recente studioalbum van Newman stamt uit 2017.

## Studioalbums
- 1968 - Randy Newman
- 1970 - 12 Songs
- 1972 - Sail Away
- 1974 - Good Old Boys
- 1977 - Little Criminals
- 1979 - Born Again
- 1983 - Trouble in Paradise
- 1988 - Land Of Dreams
- 1999 - Bad Love
- 2008 - Harps and Angels
- 2017 - Dark Matter

## Musicals
- 1995 - Randy Newman's Faust

## Soundtracks
- 1966 - Peyton Place (TV serie)
- 1971 - Cold Turkey
- 1981 - Ragtime
- 1984 - The Natural
- 1986 - ¡Three Amigos! ("The Ballad of the Three Amigos", "My Little Buttercup" en "Blue Shadows")
- 1989 - Parenthood
- 1990 - Awakenings
- 1990 - Avalon
- 1994 - The Paper
- 1994 - Maverick
- 1995 - Toy Story
- 1996 - James And The Giant Peach
- 1996 - Michael
- 1997 - Cat's Don't Dance
- 1998 - A Bug's Life (Een Luizenleven)
- 1998 - Babe: Pig in the City ("That'll Do", uitgevoerd door Peter Gabriel)
- 1998 - Pleasantville
- 1999 - Toy Story 2
- 2000 - Meet the Parents
- 2001 - Monsters Inc.
- 2003 - Seabiscuit
- 2004 - Meet the Fockers
- 2006 - Cars
- 2008 - Leatherheads
- 2009 - The Princess and the Frog (De prinses en de kikker)
- 2010 - Toy Story 3
- 2013 - Monsters University
- 2017 - The Meyerowitz Stories
- 2017 - Cars 3
- 2019 - Toy Story 4

## Verzamelalbums
- 1987 - Lonely At The Top
- 1998 - Guilty: 30 Years of Randy Newman (Boxset)
- 2001 - The Best Of Randy Newman
- 2003 - The Randy Newman Songbook Vol. 1
- 2011 - The Randy Newman Songbook Vol. 2
- 2016 - The Randy Newman Songbook Vol. 3

## Livealbums
- 1971 - Randy Newman Live

## Hitlijsten

### Albums
| Album met eventuele hitnotering(en) in de Nederlandse Album Top 100 | Datum van verschijnen | Datum van binnenkomst | Hoogste positie | Aantal weken | Opmerkingen   |
| ------------------------------------------------------------------- | --------------------- | --------------------- | --------------- | ------------ | ------------- |
| Randy Newman                                                        | 1968                  | -                     |                 |              |               |
| 12 Songs                                                            | 1970                  | -                     |                 |              |               |
| Live                                                                | 1971                  | -                     |                 |              | Livealbum     |
| Sail away                                                           | 1972                  | 19-08-1972            | 19              | 1            |               |
| Good old boys                                                       | 1974                  | 12-10-1974            | 5               | 41           |               |
| Little criminals                                                    | 1977                  | 15-10-1977            | 3               | 21           |               |
| Born again                                                          | 1979                  | 18-08-1979            | 15              | 12           |               |
| Trouble in paradise                                                 | 1983                  | 15-01-1983            | 13              | 12           |               |
| The best of Randy Newman                                            | 1983                  | 29-10-1983            | 38              | 5            | Verzamelalbum |
| Land of dreams                                                      | 1988                  | -                     |                 |              |               |
| Randy Newman's Faust                                                | 1995                  | -                     |                 |              |               |
| Bad love                                                            | 1999                  | 10-07-1999            | 30              | 15           |               |
| The Randy Newman songbook, Vol. 1                                   | 2003                  | -                     |                 |              |               |
| Harps and angels                                                    | 08-08-2008            | 09-08-2008            | 10              | 13           |               |
| The Randy Newman songbook, Vol. 2                                   | 13-05-2011            | 14-05-2011            | 53              | 2            |               |
| Live in London                                                      | 18-11-2011            | 17-03-2012            | 77              | 1            | Livealbum     |

| Album met hitnotering(en) in de Vlaamse Ultratop 200 albums | Datum van verschijnen | Datum van binnenkomst | Hoogste positie | Aantal weken | Opmerkingen |
| ----------------------------------------------------------- | --------------------- | --------------------- | --------------- | ------------ | ----------- |
| Bad love                                                    | 1999                  | 26-06-1999            | 43              | 2            |             |
| Harps and angels                                            | 2008                  | 09-08-2008            | 13              | 7            |             |
| The Randy Newman songbook - Vol. 2                          | 2011                  | 21-05-2011            | 92              | 1            |             |

### Singles
| Single met eventuele hitnotering(en) in de Nederlandse Top 40 | Datum van verschijnen | Datum van binnenkomst | Hoogste positie | Aantal weken | Opmerkingen                                  |
| ------------------------------------------------------------- | --------------------- | --------------------- | --------------- | ------------ | -------------------------------------------- |
| Short people                                                  | 1977                  | 24-12-1977            | 22              | 5            |                                              |
| Rider in the rain                                             | 1978                  | 03-06-1978            | 27              | 4            | Nr. 33 in de Single Top 100                  |
| The blues                                                     | 1982                  | 25-12-1982            | tip6            | -            | met Paul Simon / Nr. 48 in de Single Top 100 |

| Single met hitnotering(en) in de Vlaamse Ultratop 50 | Datum van verschijnen | Datum van binnenkomst | Hoogste positie | Aantal weken | Opmerkingen                                  |
| ---------------------------------------------------- | --------------------- | --------------------- | --------------- | ------------ | -------------------------------------------- |
| Short people                                         | 1978                  | -                     |                 |              | Nr. 1 in de Radio 2 Top 30                   |
| The story of rock 'n' roll                           | 1979                  | -                     |                 |              | Nr. 23 in de Radio 2 Top 30                  |
| The blues                                            | 1983                  | -                     |                 |              | met Paul Simon / Nr. 21 in de Radio 2 Top 30 |

### NPO Radio 2 Top 2000
| Nummers met noteringen in de NPO Radio 2 Top 2000 | '99  | '00 | '01  | '02  | '03  | '04  | '05  | '06  | '07  | '08  | '09  | '10  | '11  | '12  | '13  | '14  |
| ------------------------------------------------- | ---- | --- | ---- | ---- | ---- | ---- | ---- | ---- | ---- | ---- | ---- | ---- | ---- | ---- | ---- | ---- |
| Birmingham                                        | 793  | 717 | 1042 | 773  | 869  | 959  | 1020 | 1038 | 1265 | 1026 | 1054 | 1186 | 1385 | 1625 | 1514 | 1449 |
| Love Story (You and Me)                           | 1706 | -   | -    | -    | -    | -    | -    | -    | -    | -    | -    | -    | -    | -    | -    | -    |
| Rider in the Rain                                 | 1448 | -   | 1249 | 1618 | 1496 | 1923 | 1956 | 1787 | -    | 1926 | -    | -    | -    | -    | -    | -    |
| Short People                                      | -    | -   | -    | -    | 1279 | 1297 | 1364 | 1760 | 1961 | 1673 | 1532 | 1723 | 1671 | -    | 1954 | -    |

1. ↑  Een '-' betekent dat het nummer niet was genoteerd en een vetgedrukt getal geeft de hoogste notering van een nummer aan.
2. ↑  Deze tabel is bijgewerkt tot en met de laatste editie (2024).